# Aeroporto di Roma-Ciampino
L'aeroporto internazionale di Roma–Ciampino "G. B. Pastine" (IATA: CIA, ICAO: LIRA) è un aeroporto internazionale italiano intitolato a Giovan Battista Pastine situato a sud-est di Roma poco oltre il Grande Raccordo Anulare ricadente per 3/4 nel territorio di Roma (Z. XX) e per 1/4 nel territorio di Ciampino.
L'aeroporto, che nel 2017 ha raggiunto la quota di oltre 5.885.812 passeggeri, è principalmente di tipologia civile ed è gestito dalla società Aeroporti di Roma (AdR), insieme con l'Aeroporto Internazionale Leonardo da Vinci di Fiumicino con il quale forma il sistema aeroportuale di Roma con oltre 46,8 milioni di passeggeri nel 2017. È una base operativa delle compagnie aeree low-cost Ryanair e Wizz Air.
È un aeroporto internazionale al servizio di compagnie a basso costo, cargo e dell'aviazione generale. Nel 2021 il Tribunale amministrativo regionale del Lazio e il consiglio di Stato hanno confermato la validità di un decreto ministeriale del 2018 che limita a 65 il numero massimo dei movimenti aerei giornalieri per lo scalo.
Oltre al traffico commerciale e di aviazione generale, lo scalo gestisce anche i voli di Stato ed è inoltre base principale della flotta di velivoli antincendio CL-415 del Corpo nazionale dei vigili del fuoco. All'aeroporto si accede dalla SS7 via Appia.

## Storia

### Origini
L'Aeroporto di Ciampino nasce, nel 1916, come cantiere per dirigibili, in una località ritenuta idonea soprattutto perché "non esposta ai grandi venti" e per l'utilizzabilità di infrastrutture di collegamento come la via Appia Nuova e la stazione ferroviaria di Ciampino.
La vicinanza con Roma stessa lo ha sotto questo punto di vista enormemente aiutato nel suo sviluppo, da molti infatti è stato considerato, in passato, il "vero" aeroporto di Roma. L'aeroporto di Roma-Ciampino nel 1916 viene utilizzato dalla Regia Marina per ricoverare le proprie aeronavi destinate alla difesa del traffico del medio Tirreno. A parte una serie di esplorazioni condotte in alto mare, con il 1º novembre del 1917 viene assicurato, limitatamente per metà del percorso, un servizio di scorta per il postale trisettimanale che curava i collegamenti con la Sardegna. Alla data del 1º gennaio 1923 inizia l'attività operativa del 1º Gruppo Osservazione Aerea (1º Gruppo volo). Nel 1924, con l'avvento della Regia Aeronautica l'aeroporto si scinde in aeroscalo di Ciampino e campo d'aviazione di Fiorano, il primo situato a Nord-Ovest della strada che dalla stazione ferroviaria attraversando la via Appia si porta al santuario della Madonna del Divino Amore, il secondo dall'altra parte della strada.
L'aeroscalo di Ciampino fu classificato aeroporto di 1ª categoria, su cui avevano sede il Comando Gruppo Dirigibili, il Comando Centro Dirigibili e quattro dirigibili. Da qui, il 10 aprile 1926, parte il dirigibile Norge per il volo transpolare Roma - Alaska sotto il comando del generale Umberto Nobile.

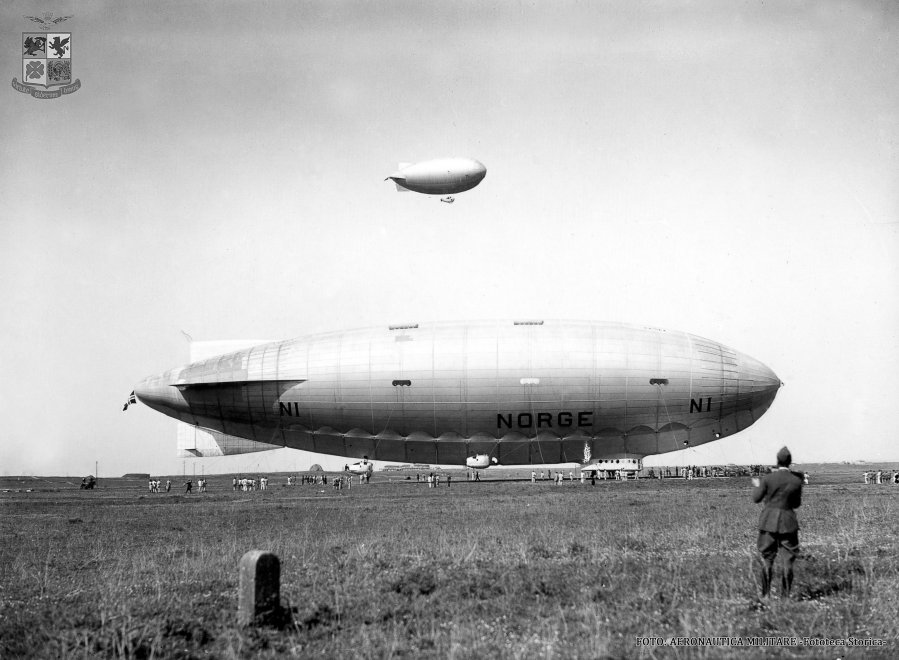
Il dirigibile Norge in partenza a Ciampino.

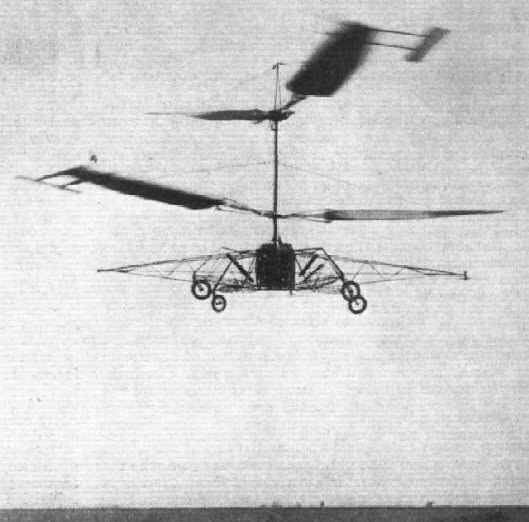
Il primo volo di elicottero a Ciampino

Dal 1924 al 1939 è operante sul campo il 20º Stormo da Ricognizione. Il 1º dicembre 1926 è istituito il Reparto "P", alle dipendenze del Gabinetto del Ministro, per il trasporto di alte personalità. Nel 1928 con la radiazione dei dirigibili, l'aeroscalo di Ciampino Nord è trasformato in sede di reparti da bombardamento. Nel periodo tra le due guerre l'aeroporto di Ciampino Sud, invece, ospiterà diversi reparti caccia, come la 72ª Squadriglia caccia e 84ª Squadriglia, la 98ª Squadriglia su Breda Ba.64 e Breda Ba.65, ed il 50º Stormo Caccia. Il primo volo al mondo di elicottero, progettato da Corradino D'Ascanio e pilotato dal maggiore Marinello Nelli si effettua a Ciampino nord nel 1930.
L'aeroporto militare viene aperto anche al traffico civile negli anni trenta.
Lunedì 19 luglio 1943, durante la seconda guerra mondiale, l'aeroporto viene bombardato dagli alleati, precisamente dal 310º gruppo bombardiere del 380º squadrone delle United States Army Air Forces. L'operazione faceva parte del bombardamento di Roma.

### Nel dopoguerra
Nei lavori di ammodernamento dell'aeroporto fatti in occasione del Giubileo del 1950 furono unificate la pista sud e la pista nord. Dalla costruzione dell'Aeroporto di Fiumicino, inaugurato nel 1961, è stato per decenni una base militare, scalo preferito in termini di sicurezza per la maggior parte dei capi di Stato e personalità in visita a Roma e in Italia, con un volume di traffico aereo comunque ridotto, mai superiore ai 15 000 movimenti aerei annui. È in questo periodo, tra il 1960 e il 1980, che Ciampino conosce la sua massima estensione urbanistica, grazie anche al fenomeno dell'abusivismo edilizio.
Dopo decenni di convivenza con il territorio limitrofo, dal 2001, con l'avvento dei vettori a basso costo, il volume di traffico è più che quintuplicato senza la necessaria valutazione di impatto ambientale e la zonizzazione acustica.
Inizia a fine 2005 una lunga fase di tavoli di concertazione a cui partecipano tutti gli enti preposti e nel 2007 il Ministro dei trasporti decide per la riduzione del traffico aereo commerciale a Ciampino, ma il consiglio di Stato boccia l'ordinanza ENAC. Lo stesso consiglio di Stato, nell'aprile del 2008, sancisce invece la nuova attuazione della riduzione dei movimenti aerei commerciali, che ora sono consentiti nella soglia massima di 100 al giorno, anziché 138 come nel 2007.
Con Decreto Interministeriale del 14 marzo 2013, l'aeroporto ha assunto lo stato giuridico di aeroporto civile appartenente allo Stato, aperto al traffico civile.
Mentre nel 2016 si celebra il centesimo anniversario dell'aeroporto, il gestore aeroportuale procede al rifacimento completo della pista di volo per adeguarla alle norme di sicurezza europee. I lavori, che proseguono anche nelle ore notturne, causano disagi e proteste fra gli abitanti di Ciampino.
Un decreto ministeriale del dicembre 2018, che riduce i movimenti aerei giornalieri consentiti da 100 a 65, è oggetto di ricorsi delle compagnie Ryanair e Wizz Air. Con sentenza pubblicata il 17 marzo 2021 il Tribunale amministrativo regionale del Lazio respinge i ricorsi delle compagnie, e il 18 ottobre 2021 il consiglio di Stato conferma in modo definitivo il limite massimo di 65 movimenti.

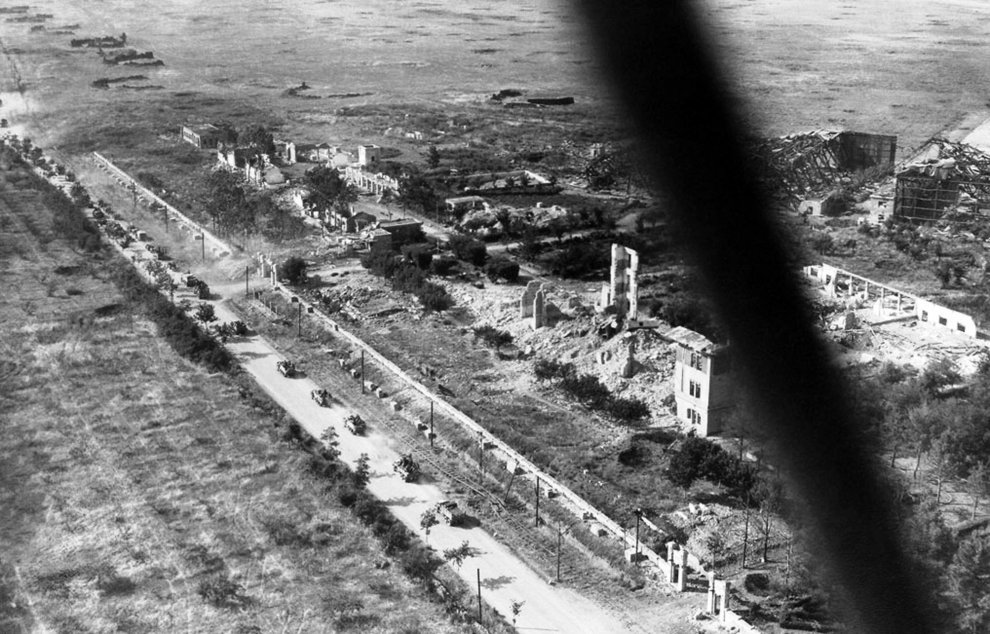
Aeroporto bombardato durante la seconda guerra mondiale.
Alcuni velivoli della flotta Alitalia a Ciampino nel 1948.
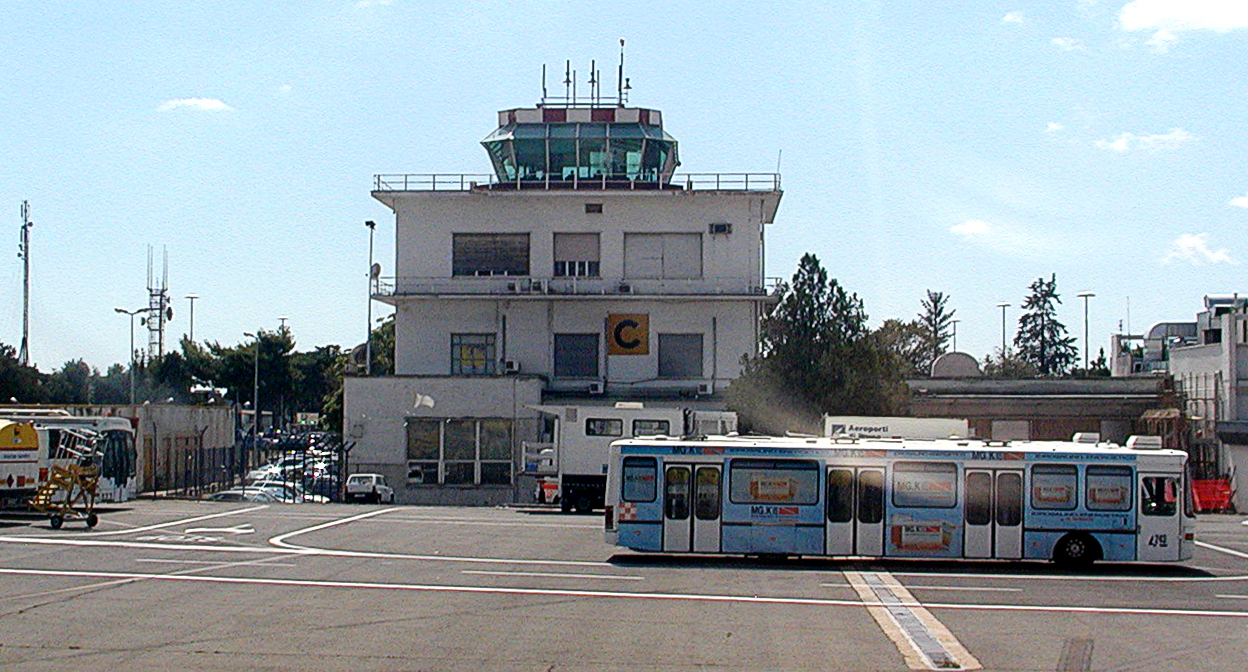
Torre di controllo gestita da ENAV.
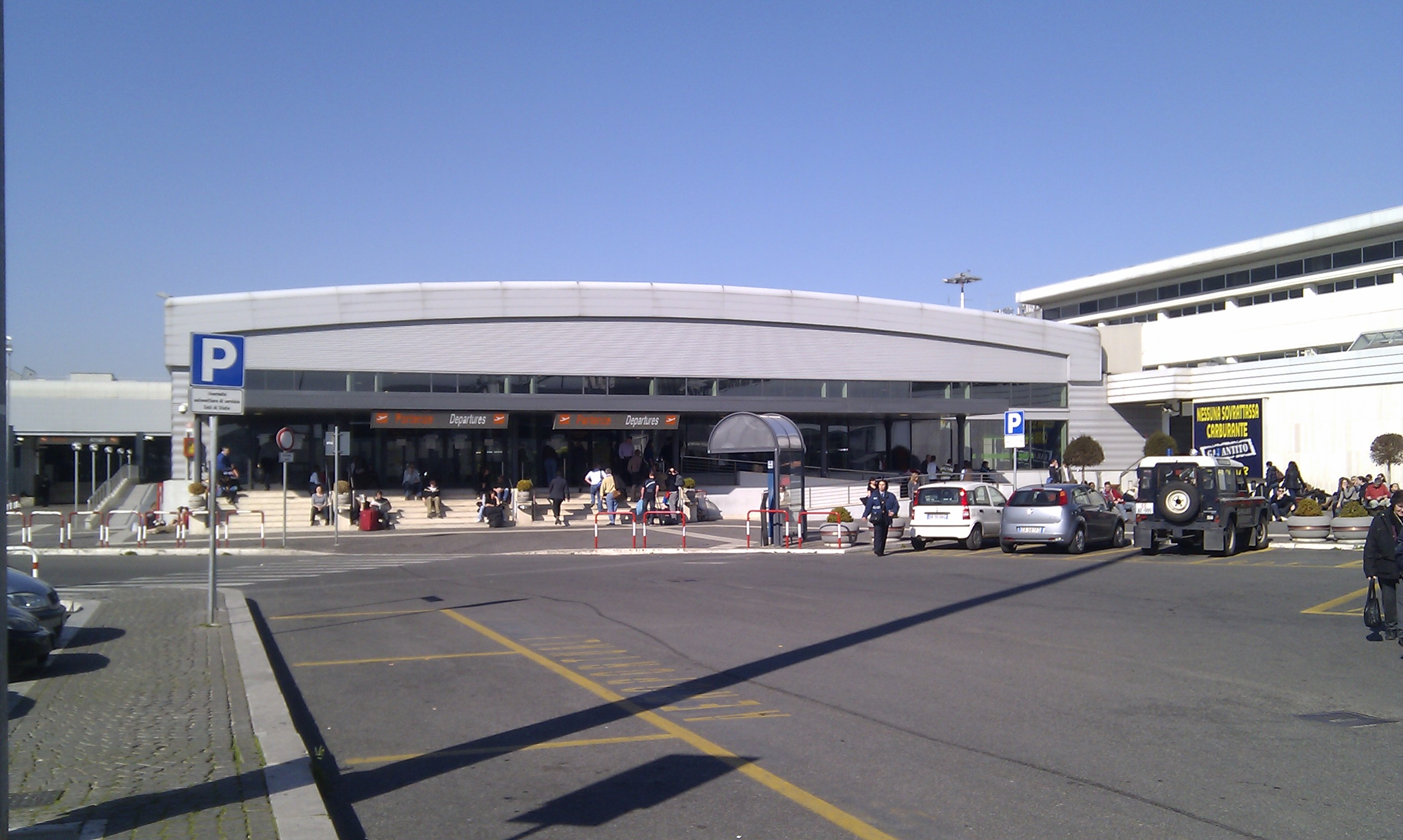
Parcheggio aeroporto e ingresso sala partenze.
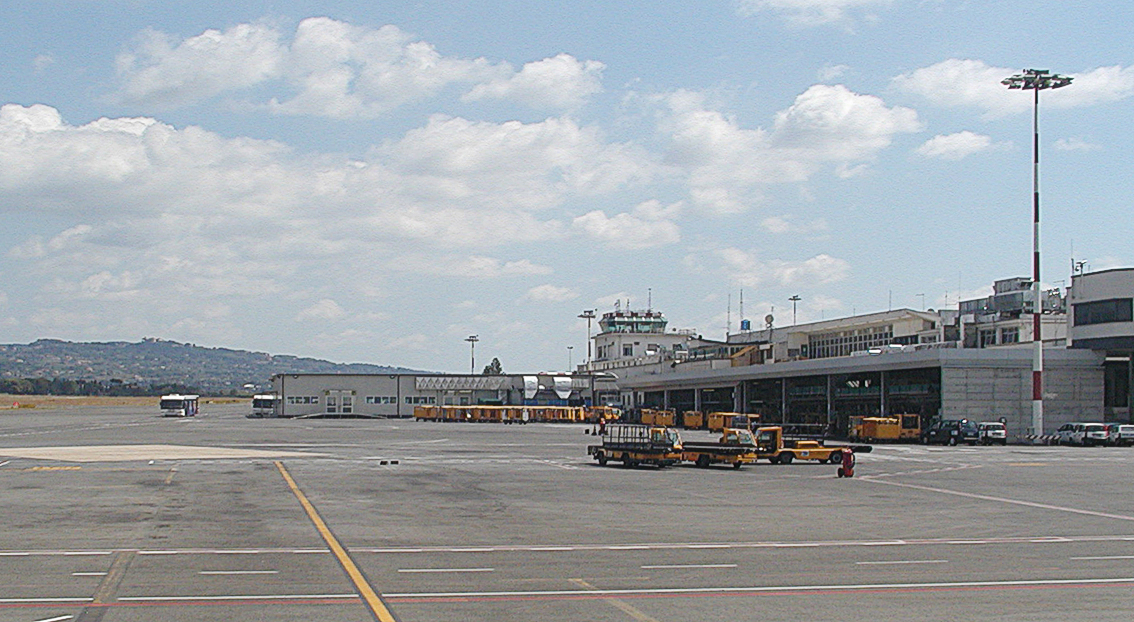
Area aeroportuale.

## Trasporti
L'Aeroporto di Roma-Ciampino è collegato con il centro di Roma e altre destinazioni tramite diversi mezzi di trasporto.
Flibco fornisce un servizio navetta diretto tra l’aeroporto e la stazione di Roma Termini, con partenze regolari dalle 4:00 alle 23:00 e una durata approssimativa del tragitto di 40 minuti.
Le società Terravision e SIT Bus Shuttle offrono collegamenti in autobus tra l’aeroporto e Roma Termini, con partenze frequenti e biglietti disponibili online o in loco.
Il servizio Ciampino Airlink, operato da Trenitalia, collega l’aeroporto con la stazione ferroviaria di Ciampino mediante un autobus, seguito da un collegamento ferroviario verso Roma Termini.
Le linee urbane ATAC 520 e 720 collegano l’aeroporto con varie zone di Roma, tra cui Cinecittà e Anagnina, con corse ogni circa 20 minuti.
I taxi sono disponibili presso l’uscita dell’aeroporto e offrono collegamenti verso il centro di Roma con tariffa fissa indicativa tra i 30 e i 40 euro.
Sono inoltre disponibili servizi di autonoleggio, car sharing e trasferimenti privati prenotabili tramite piattaforme dedicate.

### Traffico passeggeri e Statistiche
Questo grafico non è disponibile a causa di un problema tecnico.
Si prega di non rimuoverlo.
Vedi la query Wikidata di origine.
| Posizione | Città    | Passeggeri |
| --------- | -------- | ---------- |
| 1         | Cagliari | 174.976    |

| Posizione | Città               | Passeggeri |
| --------- | ------------------- | ---------- |
| 1         | Londra-Stansted     | 594.754    |
| 2         | Madrid-Barajas      | 365.731    |
| 3         | Bucarest            | 364.789    |
| 4         | Lisbona             | 243.319    |
| 5         | Dublino             | 238.728    |
| 6         | Atene               | 235.888    |
| 7         | Berlino-Schoenefeld | 234.367    |
| 8         | Parigi - Beauvais   | 205.922    |
| 9         | Colonia             | 193.873    |
| 10        | Manchester          | 151.055    |
| 11        | Bruxelles-Charleroi | 150.589    |
| 12        | Varsavia-Modlin     | 135.732    |
| 13        | Valencia            | 123.180    |
| 14        | Budapest            | 122.114    |
| 15        | Copenaghen          | 112.399    |
| 16        | Eindhoven           | 112.001    |
| 17        | Francoforte-Hahn    | 93.757     |
| 18        | Cracovia            | 91.099     |
| 19        | Salonicco           | 87.973     |
| 20        | Edimburgo           | 70.715     |
| 21        | Santander           | 66.494     |
| 22        | Ibiza               | 65.232     |
| 23        | Praga               | 65.103     |
| 24        | Cluj Napoca         | 58.856     |
| 25        | Bordeaux            | 55.253     |
| 26        | Vilnius             | 51.076     |
| 27        | Marrakech           | 50.677     |
| 28        | Bratislava          | 50.165     |

## Collegamenti
- linee ferroviarie regionali FL4 e FL6 (dalla Stazione di Ciampino)
- Collegamento ATRAL[18] Ciampino Aeroporto – Roma Anagnina
- Collegamento Rome Airport Bus[19], SITBUSSHUTTLE[20], e Terravision SHUTTLE.[21] Ciampino Aeroporto – Roma Termini
- Collegamento ATRAL[22] Ciampino Aeroporto - Stazione di Ciampino
- Collegamento ATAC[23] Metro B Laurentina – Ciampino Aeroporto (linea 720) - Metro A Subaugusta/Cinecittà - Ciampino Aeroporto (Linea 520). La corsa, compresa nel prezzo del biglietto/abbonamento Atac urbano, essendo la fermata nel territorio del comune di Roma, è attiva a partire dal 18 settembre 2017 (Linea 720), e dal 5 Marzo 2018 (Linea 520).[24]
- Collegamenti COTRAL[25] da Via Appia (ingresso Ciampino Aeroporto) a Roma Anagnina. Le linee COTRAL interessate sono quelle che utilizzano come direttrice la via Appia (Albano Laziale-Aprilia-Castel Gandolfo-Latina-Marino-Nettuno-Rocca di Papa-Velletri). La corsa è compresa nel prezzo del biglietto/abbonamento Atac urbano, essendo la fermata nel territorio del comune di Roma.
- sulla piattaforma Car pooling si può cercare o offrire un passaggio in auto per l'aeroporto di Ciampino.[26]

- All'incontro tra Roma Capitale e comuni confinanti della zona sud della provincia, in data 22 maggio 2014, l'assessore ai trasporti capitolino Guido Improta è giunto con la collaborazione del sindaco di Ciampino Carlo Verini alla conclusione degli accordi per la diramazione di un sistema metropolitano leggero tra l'attuale capolinea di Anagnina e la stazione FS di Ciampino. Il prolungamento di 6,5 km prevede la fermata Aeroporto nella zona est della città, oltre a un deposito secondario per le vetture (ricavato dalla zona industriale dismessa sotto il GRA) di ridotte dimensioni rispetto a quello ancora in uso nei pressi di Osteria del Curato.

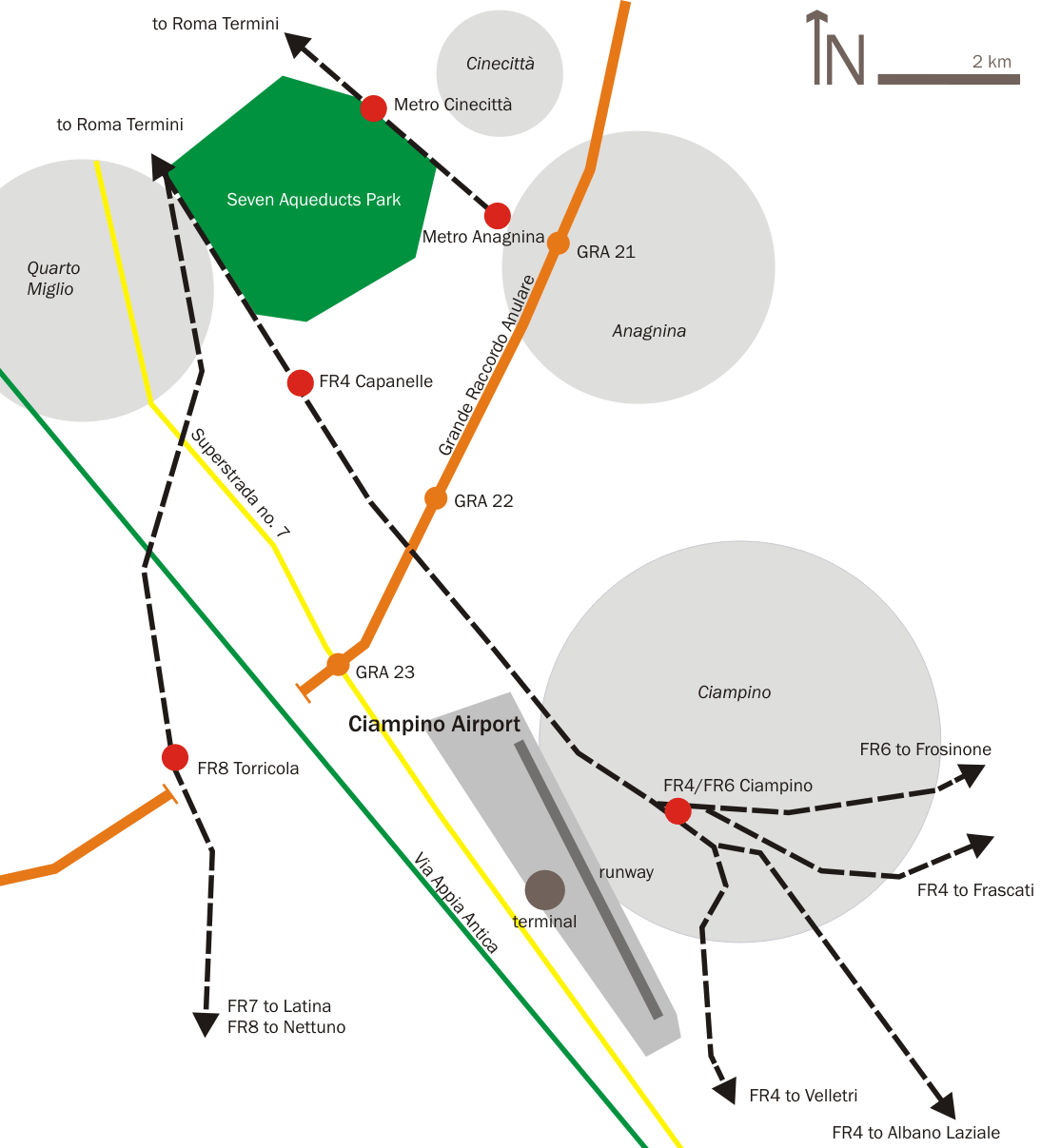
Le vie di comunicazione dell'aeroporto.

## La zona militare
Fino al 2013 l'aeroporto era militare, ma aperto al traffico civile. Da allora lo status dell'aeroporto è civile, ma parti del sedime aeroportuale continuano ad essere in uso all'Aeronautica Militare. La zona militare comprende il settore nordovest del sedime, sede del 31º Stormo con gli aerei di Stato. Ad est della pista si trovano altre aree militari, utilizzate principalmente dal 2º Reparto Genio. Nella parte meridionale, oggi riservata all'aviazione generale, dal 1965 al 1997 aveva sede il 15º Stormo, dotato di elicotteri SAR.
Una parte della sede del 31º Stormo è stata destinata all'ENAV che vi ha costruito un modernissimo centro di controllo d'area.